# Krucifix (Smidarská Lhota)
Pískovcový krucifix se nalézá v centru vesnice Smidarská Lhota v okrese Hradec Králové. Krucifix je od 17.4.2008 chráněn jako nemovitá kulturní památka ČR. 

## Popis
Pískovcový krucifix je umístěn v čtvercovém pískovcovém plůtku bez vstupu umístěném na podezdívce z pískovcových kvádrů. Nárožní pilířky oplocení mají přesazené patky a lehce profilované hlavice. Plochy zábradlí mezi pilířky vyplňují geometrické obrazce přikryté římsou se stejným profilem jako pilířky.
Samotný pískovcový krucifix je čtyřdílný. Na pískovcovém stupni je umístěn nízký kvádrový podstavec s mírně předsazenou konvexní čelní stěnou. 
Na podstavci stojí čtyřstěnný pilíř s konvexní čelní stěnou zakončený zvlněnou profilovanou římsou. Na konvexní čelní stěně pilíře je v paspartě s vykousnutými rohy umístěn nápis ,,IOKAHKA(?) / RICHTARCH / TENTOKŘIŽ / IESTNAKFA / DEMPANUS / AUSEDUFHO / TCKICH: / ANO 1803“ zvýrazněný černou barvou. Boční stěny pilíře jsou ozdobeny volutami, voluty u paty jsou větší. 
Samotná profilovaná římsa pilíře tvoří třetí část krucifixu a má v tympanonu vytesán reliéf slunce. 
Na profilované římse spočívá kříž s korpusem Krista, pod ním se nachází reliéf lebky se zkříženými hnáty. Hlava dříku a ramena mají jetelová zakončení, pata kříže je ozdobena jemnými volutami. 